# Fred Lynn
Fredric Michael Lynn (Chicago, 3 febbraio 1952) è un ex giocatore di baseball statunitense che ha giocato nel ruolo di esterno nella Major League Baseball (MLB). È noto in particolare per essere stato il primo giocatore a vincere il premio di MVP e di rookie dell'anno nella stessa stagione.
Nel 1978 recitò nella serie televisiva Fantasilandia, nell'episodio Superstar/Salem, nella parte di sé stesso, insieme a Tommy Lasorda, Steve Garvey, George Brett, Ken Brett ed Ellis Valentine.

## Carriera
Lynn iniziò la carriera nella MLB con i Boston Red Sox nel 1975, venendo premiato come MVP dell'American League e come rookie dell'anno della lega, il primo giocatore a riuscirvi e uno dei soli due assieme a Ichirō Suzuki nel 2001. Lynn e il compagno rookie Jim Rice furono soprannominati "Gold Dust Twins". Quell'anno guidò la lega in doppi, punti segnati e media bombardieri, finendo secondo in media battuta con .331 e vincendo il Guanto d'oro per le sue prestazioni a livello difensivo. Il 18 giugno al Tiger Stadium batté 3 fuoricampo e 10 punti battuti a casa (RBI), guadagnando 16 basi totali. Nel 1975 disputò anche le sue uniche World Series, perse da Boston per 4 gare a 3 contro i Cincinnati Reds.
La carriera di Lynn fu segnata anche da alcuni infortuni a causa del suo stile di gioco aggressivo, come l'essersi fratturato una costola sbattendo contro il muro esterno o essersi lesionato le ginocchia per compiere dei doppi giochi. In seguito vinse altri tre Guanti d'oro consecutivi nel periodo 1978–80. Nel 1979 guidò l'American League in media battuta e finì quarto nel premio di MVP. Fu convocato per l'All-Star Game per ogni stagione che disputò con i Red Sox, chiudendo con 9 nove convocazioni consecutive. Nel 1983 batté l'unico grande slam della storia dell'All-Star Game.
I Red Sox scambiarono Lynn e Steve Renko con i California Angels per Frank Tanana, Jim Dorsey e Joe Rudi dopo la stagione 1980. In carriera non avrebbe più battuto con una media di .300. A partire dal 1982 batté però almeno 20 fuoricampo per 6 stagioni consecutive. Quell'anno fu nominato anche miglior giocatore delle American League Championship Series, la prima volta che tale premio andò al giocatore della squadra perdente. La sua carriera si chiuse giocando con i Baltimore Orioles (1985-1988), i Detroit Tigers (1988-1989) e i San Diego Padres (1990).

## Palmarès
- MVP dell'American League: 1

1975
- MVP dell'American League Championship Series: 1

1982
- MLB All-Star: 9

1975–1983
- MVP dell'All-Star Game: 1

1983
- Guanti d'oro: 4

1975, 1978–1980
- Rookie dell'anno dell'American League - 1975
- Miglior battitore dell'American League: 1

1979